# Hans Edmund Andresen
Hans Edmund Andresen (né le 3 octobre 1927 à Gammel Holtegård (en) et mort le 7 février 2014) est un coureur cycliste danois. Amateur jusqu'en 1956, il est deux fois champion du Danemark, deuxième du championnat du monde sur route amateur en 1954, de la Course de la Paix en 1953 et participe aux Jeux olympiques en 1948 et 1952. Devenu professionnel en octobre 1956, il participe au Tour de France 1958.

## Palmarès
- 1950
  -  Champion du Danemark sur route amateurs
  - 3e du championnat des Pays nordiques sur route
- 1951
  - Champion des Pays nordiques sur route par équipes (avec Jørgen Frank Rasmussen, Willy Emborg et Kaj Allan Olsen)
  - Sex-Dagars
  - 2e du championnat des Pays nordiques sur route
- 1952
  - 11e et 14e étape de la Route de France
  - 3e du championnat du Danemark sur route amateurs
  - 9e de la course en ligne des Jeux olympiques
  - 9e du championnat du monde sur route amateurs
- 1953
  - 7e étape de la Course de la Paix
  - 2e de la Course de la Paix
- 1954
  - 6e étape du Tour d'Égypte
  - 2e du championnat du Danemark sur route amateurs
  -  Médaillé d'argent du championnat du monde sur route amateurs
- 1955
  -  Champion du Danemark sur route amateurs
  - Tour d'Égypte :
    - Classement général
    - 8e étape

  - 2ea étape du Sex-Dagars
- 1956
  - 3e étape du Sex-Dagars
  - Scandinavian Race Uppsala (avec Eluf Dalgaard et Jørgen Falkbøll)

## Résultats sur les grands tours

### Tour de France
1 participation
- 1958 : 62e